# Bad Ragaz
Bad Ragaz is een gemeente en plaats in het Zwitserse kanton Sankt Gallen, en maakt deel uit van het district Sarganserland. Bad Ragaz telt 5085 inwoners.

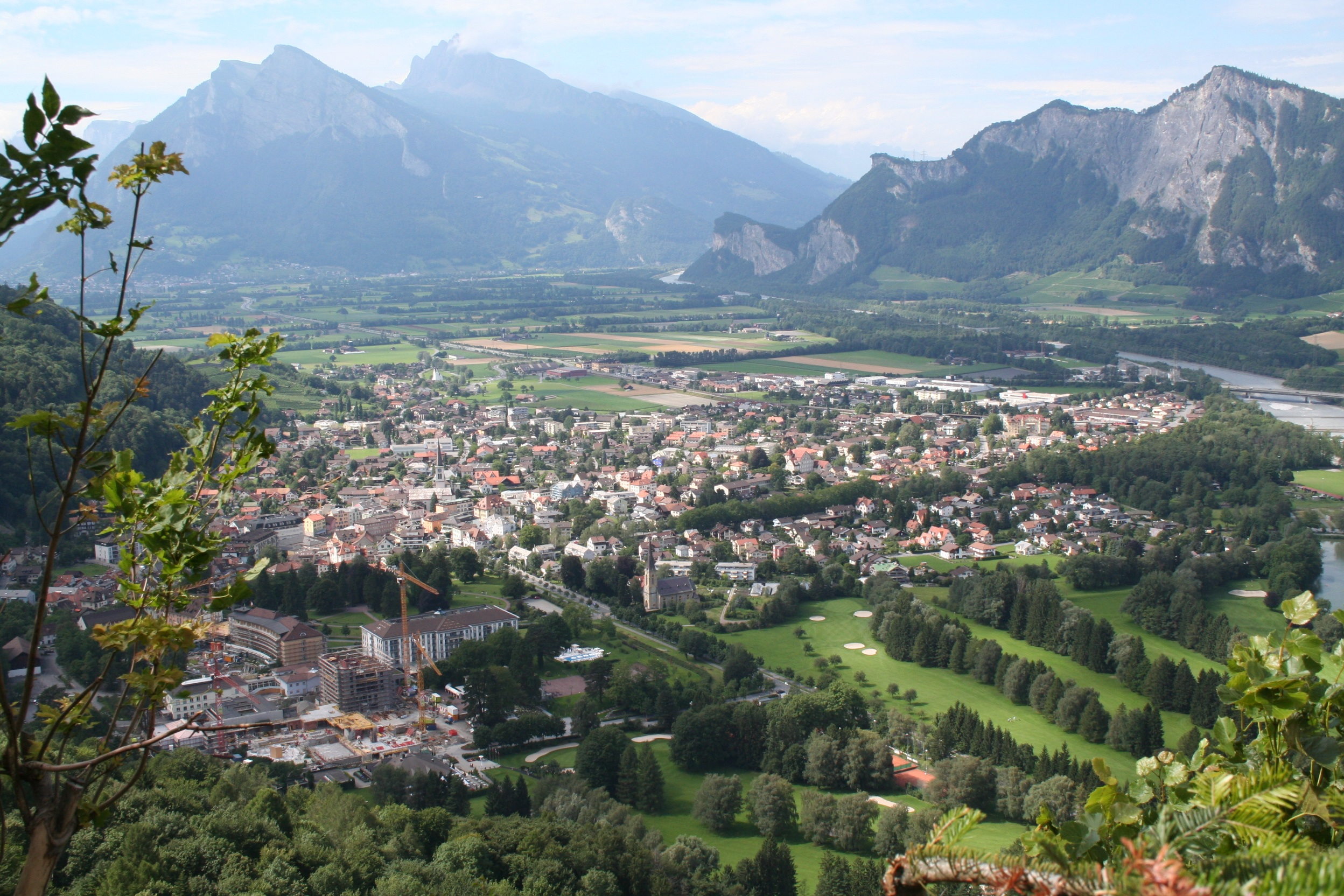
Bad Ragaz

Tot 1937 was de officiële naam Ragaz (klemtoon op de laatste lettergreep). In de 19e eeuw werd een houten waterleiding gebouwd om het thermaalwater uit de Tamina-kloof naar Ragaz te leiden. Daarmee werd Bad Ragaz een kuuroord, wat tot de dag van vandaag te zien is aan de grootse hotels in het Kurpark. Bad Ragaz is heden ten dage niet alleen bij wellness-toeristen bekend, maar ook voor sportgeneeskunde een bekend adres.
Naast klein- en middenbedrijf is het toerisme een belangrijke bron van inkomsten voor Bad Ragaz. Toeristisch presenteert Bad Ragaz zich als middelpunt van de regio Sarganserland en als uitgangspunt voor dagtochtjes naar de Bündner Herrschaft en de dorpen van de gemeente Pfäfers.
Vanuit Bad Ragaz is de directe omgeving met openbaar vervoer goed ontsloten. De huisberg Pizol is regionaal als wintersportgebied en wandelgebied bekend en ontsloten met een kabelbaan. Sinds februari 2007 zijn investeerders gevonden om de vernieuwing van deze kabelbaan te betalen.

## Sculptuurtriënnale
In 2009 werd voor de vierde keer de Schweizer Triennale der Skulptur "Bad Ragartz" georganiseerd. Van mei tot november stonden in Bad Ragaz en Vaduz circa 400 beelden van 79 internationaal bekende kunstenaars. Daarmee is het volgens de organisatoren de grootste openlucht beeldententoonstelling in Europa. In 2006 trok de tentoonstelling circa 400.000 bezoekers.

## Geboren
- Sven Riederer (1981), triatleet en duatleet

## Overleden
- Friedrich von Schelling, (1854) Duits filosoof.

Bad Ragaz · Flums · Mels · Pfäfers · Quarten · Sargans · Vilters-Wangs · Walenstadt
- Biblioteca Nacional de España: XX6155980
- Gemeinsame Normdatei: 4103547-1
- Historisch woordenboek van Zwitserland: 001352
- Library of Congress Control Number: nr91012447
- MusicBrainz: 13991926-5254-445b-83cd-7d87bbba5b95
- Nationale Bibliotheek van Tsjechië: ge875404
- Virtual International Authority File: 125936531
- WorldCat: E39PBJqbrwQcjdmdT3hkHbbw4q